# 大里幸夫
大里 幸夫（おおさと ゆきお、1948年7月18日 - ）は日本のゲームプロデューサー。
セガサミーホールディングス所属。

## 略歴
早稲田大学法学部卒業。広告代理店を経て、1983年ハドソンに入社。同社取締役に就任する。
同社の役員としてゲーム事業を統括する他、音楽事業を手がける関連子会社ハニービー音楽出版の代表取締役に就任。ハドソンの事業展開を大きく支えた。
2004年、ハドソン取締役を辞任。2006年には退社する。その後赤城神社にてボランティア事業を展開しながらセガサミーへ移籍。同社顧問を務めている。

## 作品
- ドラえもん：プロデュース
- 天外魔境 ZIRIA：プロデュース
  - 天外魔境III NAMIDA：宣伝・販売
- みつばち学園：監修、ミスCD-ROM審査員
- 北へ。：監修
- 桃太郎電鉄USA：プロデュース
  - 桃太郎電鉄G ゴールド・デッキを作れ!：プロデュース
  - 桃太郎電鉄15 五大ボンビー登場!の巻：プロデュース